# Oglesby (Illinois)
Oglesby est une petite ville du comté de LaSalle, dans l'Illinois, aux États-Unis. Elle est incorporée le 16 mars 1903. Lors du recensement de 2010, la ville comptait une population de 3 791 habitants. La ville est baptisée en référence à Richard Oglesby, gouverneur de l'Illinois.

## Source de la traduction
- (en) Cet article est partiellement ou en totalité issu de l’article de Wikipédia en anglais intitulé « Oglesby, Illinois » (voir la liste des auteurs).